# The Family (telessérie)
The Family (no Brasil: Segredos em Família) é uma telessérie dos Estados Unidos lançada em 2016. Em 12 de maio do mesmo ano foi cancelada após uma temporada, devido a queda na audiência.
No Brasil, foi iniciada a transmissão da série na TV aberta pela Rede Globo, na madrugada do dia 9 para o dia 10 de julho de 2020.

## Sinopse
Claire Warren, é uma prefeita ambiciosa e manipuladora da cidade fictícia Red Pines, Maine, e a matriarca da família Warren, que anuncia sua candidatura para governadora quando seu filho Adam, retorna depois de ter sido sequestrado 10 anos antes.

## Elenco

### Regular
- Joan Allen ... Claire Warren
- Alison Pill ... Willa Warren
- Margot Bingham ... Sargento Nina Meyer
- Rupert Graves ... John Warren
- Zach Gilford ... Daniel "Danny" Warren
- Liam James ... "Adam Warren"
- Andrew McCarthy ... Hank Asher
- Floriana Lima ... Bridey Cruz
- Madeleine Arthur ... Willa Warren jovem
- Rarmian Newton ... Danny Warren jovem

### Recorrente
- Maxwell James ... Adam Warren jovem
- Grant Show ... Governador Charlie Lang
- Michael Esper ... Doug Anderson
- Alex Steele ... Bridey Cruz jovem
- Felix Solis ... Gus Flores
- Matthew Lawler ... Agente do FBI Gabe Clements
- Zoe Perry ... Jane
- Matthew Rashid ... Ryan
- Armando Riesco ... Corey Sanchez
- Jessie Mueller ... Fran

## Recepção
Do The Hollywood Reporter,  Tim Goodman disse que "Há [algo] muito mal com o drama manipulador da ABC, mal escrito e executado, é difícil saber por onde começar."
Escrevendo para o USA Today, 
Robert Bianco disse que "Quando Allen e McCarthy recebem cenas que refletem a forma como os seres humanos reais podem responder à perda e retorno de uma criança, ou a perda e o retorno da liberdade, 'The Family' tira o fôlego momentaneamente. Mas, então, está de novo, tornando os personagens tão odiosos que você tem dificuldade em se importar com a história, ou fazer as situações tão excitantes, você tem dificuldade em justificar sua presença contínua."
Do Collider, Allison Keene disse que "A série não está necessariamente equipada para lidar com as verdadeiras ramificações emocionais de sua história de sequestro, bem como, por exemplo, a minissérie angustiante do Starz, The Missing."
Joshua Alston do The A.V. Club disse que a série tem o "risco de banalizar um assunto extremamente sensível."
No Metacritic, a primeira temporada detém uma pontuação de 58 em 100, indicando "críticas mistas ou média". No Rotten Tomatoes mantém um índice de aprovação de 61% com base em 31 críticos com o consenso: "The Family toma um rumo confuso, complicado de resolver o seu mistério central que poucos vão querer seguir, apesar de um [bom] desempenho da performance de Joan Allen."

## Segunda temporada
Após o cancelamento da série, Jenna Bans revelou numa entrevista ao TV Guide o que teria acontecido com os personagens na segunda temporada, com todos apresentando atitudes diferentes do que foi sugerido no último episódio:
| “ | Há muita coisa que não vimos em termos de onde Doug levou Adam e onde ele esteve nos últimos meses. Isso seria algo para explorar na temporada 2. (...) Doug não é um assassino (...) ele não os odeia [os meninos]. (...) Jane não sabia sobre Adam. (...) Ela ouve o som de Adam chutando a porta. Mas todo o tempo em que Doug está pedindo o rifle, ela sabe que Adam o tem. (...) [Mais tarde] Jane está dirigindo para o Canadá (...) tentando atravessar a fronteira [evitando problemas com as autoridades dos Estados Unidos]. (...) Adam ainda não conhece seu plano. [Em direção ao Canadá] por cerca de 18 horas (...) ele tem visto bastante cobertura de notícias sobre a eleição e descobre que Ben roubou sua vida. (...) Nós, obviamente, fortemente implicamos que Willa [matou Bridey]. Na segunda temporada, descobrimos que há muitas pessoas e muitos outros fatos que poderiam ter contribuído para o destino Bridey encontrou-se e não é tão simples. (...) Floriana [Bridey] voltaria [na temporada seguinte, em analepse ]. (...) [O personagem de Hank não seria] o monstro. (...) [Adam iria se encontrar com Ben, mas] com uma atitude oposta [do que foi sugerido no último episódio]. | ” |